# 巴尔西亚尔德尔瓦尔科
巴尔西亚尔德尔瓦尔科，是西班牙卡斯蒂利亚-莱昂萨莫拉省的一个市镇。 总面积19平方公里，总人口313人（2001年），人口密度16人/平方公里。